# TNFRSF11B
TNFRSF11B (англ. TNF receptor superfamily member 11b) – білок, який кодується однойменним геном, розташованим у людей на короткому плечі 8-ї хромосоми. Довжина поліпептидного ланцюга білка становить 401 амінокислот, а молекулярна маса — 46 026.
| 10         |  | 20         |  | 30         |  | 40         |  | 50         |
| ---------- |  | ---------- |  | ---------- |  | ---------- |  | ---------- |
| MNNLLCCALV |  | FLDISIKWTT |  | QETFPPKYLH |  | YDEETSHQLL |  | CDKCPPGTYL |
| KQHCTAKWKT |  | VCAPCPDHYY |  | TDSWHTSDEC |  | LYCSPVCKEL |  | QYVKQECNRT |
| HNRVCECKEG |  | RYLEIEFCLK |  | HRSCPPGFGV |  | VQAGTPERNT |  | VCKRCPDGFF |
| SNETSSKAPC |  | RKHTNCSVFG |  | LLLTQKGNAT |  | HDNICSGNSE |  | STQKCGIDVT |
| LCEEAFFRFA |  | VPTKFTPNWL |  | SVLVDNLPGT |  | KVNAESVERI |  | KRQHSSQEQT |
| FQLLKLWKHQ |  | NKDQDIVKKI |  | IQDIDLCENS |  | VQRHIGHANL |  | TFEQLRSLME |
| SLPGKKVGAE |  | DIEKTIKACK |  | PSDQILKLLS |  | LWRIKNGDQD |  | TLKGLMHALK |
| HSKTYHFPKT |  | VTQSLKKTIR |  | FLHSFTMYKL |  | YQKLFLEMIG |  | NQVQSVKISC |
| L          |  |            |  |            |  |            |  |            |

A: Аланін

C: Цистеїн

D: Аспарагінова кислота

E: Глутамінова кислота

F: Фенілаланін

G: Гліцин

H: Гістидин

I: Ізолейцин

K: Лізин

L: Лейцин

M: Метіонін

N: Аспарагін

P: Пролін

Q: Глутамін

R: Аргінін

S: Серин

T: Треонін

V: Валін

W: Триптофан

Кодований геном білок за функцією належить до рецепторів. 
Задіяний у такому біологічному процесі, як апоптоз. 
Секретований назовні.